# Kerstin Liebelt

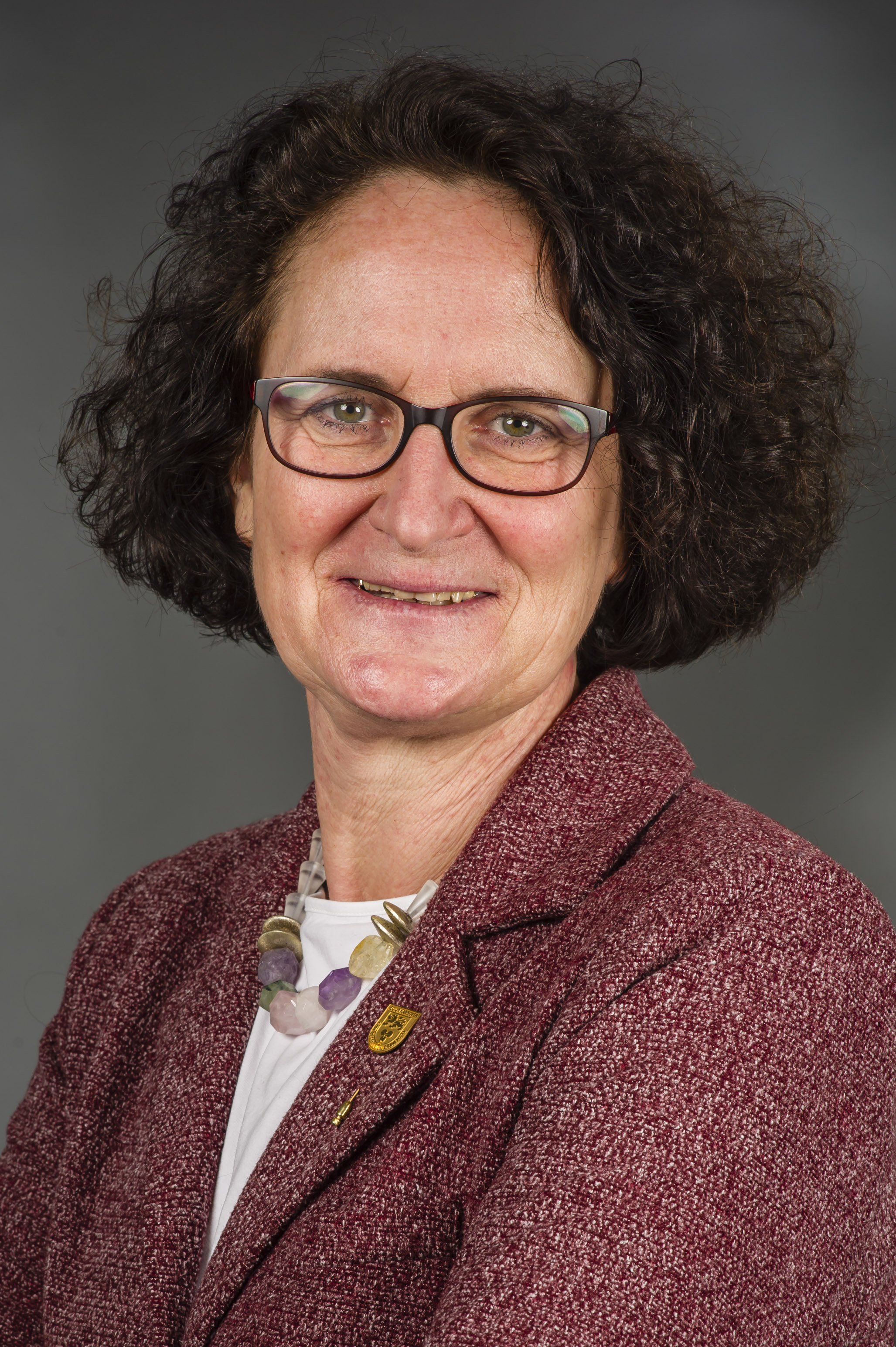
Kerstin Liebelt, 2018

Kerstin Liebelt (* 17. Juli 1962 in Recklinghausen) ist eine deutsche Politikerin der Sozialdemokratischen Partei Deutschlands (SPD). Von November 2017 bis November 2022 war sie Mitglied des Niedersächsischen Landtages. Seit 2023 leitet sie die Clearingstelle des Landes Niedersachsen.

## Leben
Liebelt ist als Diplom-Volkswirtin tätig.
Seit der Gründung der Region Hannover im November 2001 und bis Ende 2017 war sie Mitglied der Regionsversammlung. Dort engagierte sie sich schwerpunktmäßig im Bereich Schule, Kultur und Sport. Seit 2006 war sie zudem Mitglied des entsprechenden Fachausschusses, ab 2011 dessen Vorsitzende. Von Anfang an engagierte sie sich außerdem im Ausschuss für Wirtschaft und Beschäftigung. Darüber hinaus war die SPD-Abgeordnete über mehrere Jahre Mitglied des Umweltausschusses, von 2006 bis 2011 als dessen stellvertretende Vorsitzende. Ende 2017 gab Liebelt ihr Mandat in der Regionsversammlung zurück, um sich ganz auf ihr Mandat als Landtagsabgeordnete konzentrieren zu können.
Liebelt gelang am 15. Oktober 2017 der Einzug als Abgeordnete in den Landtag Niedersachsen als Direktkandidatin im Landtagswahlkreis Springe für die SPD. Bei der parteiinternen Abstimmung um die Landtagskandidatur im Wahlkreis Springe 2022 unterlag sie Brian Baatzsch. Sie schied somit im November 2022 aus dem Landtag aus.
Seit 2023 ist Kerstin Liebelt Geschäftsführerin der Clearingstelle des Landes Niedersachsen bei der IHK Niedersachsen.
Liebelt ist Mitglied des hemminger Stadtrats.  Sie ist verheiratet und hat zwei Kinder.

## Ehrungen
- Am 11. Januar 2018 ehrte Regionspräsident Hauke Jagau die Hemmingerin für langjähriges ehrenamtliches Engagement in der Regionspolitik mit der Verleihung der Ehrennadel der Region Hannover in Gold.[3]